# Louey Ben Farhat
Louey Ben Farhat (* 19. Juli 2006 in Waiblingen) ist ein tunesisch-deutscher Fußballspieler. Der offensive Mittelfeldspieler spielt derzeit beim Karlsruher SC.

## Karriere

### Verein
Ben Farhat begann seine fußballerische Laufbahn in seiner Heimatstadt beim unterklassigen FSV Waiblingen. 2021 wechselte er in die Jugend der Stuttgarter Kickers, schloss sich aber bereits ein Jahr später der Jugend des Karlsruher SC an und durchlief dort die Jugendmannschaften bis zuletzt zur U-19-Mannschaft, in deren Kader er aktuell steht. Im Winter 2024 wurde Ben Farhat mit ins Trainingslager der Profimannschaft genommen.
Sein Profidebüt in der 2. Fußball-Bundesliga feierte Ben Farhat für den Karlsruher SC am 17. März 2024 beim 7:0-Heimsieg gegen den 1. FC Magdeburg, als er kurz vor Spielende von Trainer Christian Eichner für Jerôme Gondorf eingewechselt wurde. Im Juli 2024 unterschrieb er beim Karlsruher SC seinen ersten Profivertrag. Beim 1:1-Unentschieden gegen Preußen Münster am 13. April 2025 (29. Spieltag) erzielte er mit dem Führungstreffer nach 12 gespielten Sekunden seinen ersten Treffer im Profifußball, womit er nach Matthias Zimmermann zum zweitjüngsten Zweitligatorschützen der Vereinsgeschichte wurde.

### Nationalmannschaft
Im Oktober 2023 debütierte Ben Farhat in der tunesischen U20-Nationalmannschaft beim Freundschaftsspiel gegen die Demokratische Republik Kongo.